# La muerte de Séneca
La muerte de Séneca es un episodio biográfico en la vida del filósofo romano Séneca que ha dado origen a un tema artístico.
Desde 1599 hay constancia de la existencia en Roma, en la colección Altemps-Borghese, de una antigua escultura, casi de cuerpo entero, mármol negro y alabastro de 183 cm, que representa a un anciano desnudo, de pie y en una extraña postura flexionada. Fue tomada por un retrato de Séneca en el momento de suicidarse (desangrado en una bañera, año 65 d. C.)
A comienzos del siglo XVII fue estudiada por Rubens, que tomó de ella varios apuntes desde distintos puntos de vista (conservados en el Hermitage de San Petersburgo y en la Biblioteca Ambrosiana de Milán), caracterizados por la facilidad y firmeza del trazo, que consigue a la vez la representación de la senectud y una sensación de fortaleza. A partir de ellos, el pintor flamenco compuso su Muerte de Séneca (1612-1613, Alte Pinakothek de Múnich, con una réplica en el Museo del Prado de Madrid, 1612-1615).
En 1807 la estatua romana fue vendida por Camillo Borghese a su cuñado Napoleón y pasó a Francia, exponiéndose en el Museo del Louvre. Descartándose la identificación con Séneca, es actualmente considerada como un Viejo pescador o Pescador africano. Significativamente, Rubens no reproduce el rostro de la estatua, sino el de un busto antiguo de su propia colección que también era identificado en la época como retrato del filósofo romano (uno de los actualmente denominados Pseudo-Séneca).
|  |  |  |

## Iconografía posterior
Tanto esa obra de Rubens como otra, Los cuatro filósofos (1611), donde aparece ese busto de Séneca, fueron objeto de reproducción en grabados.

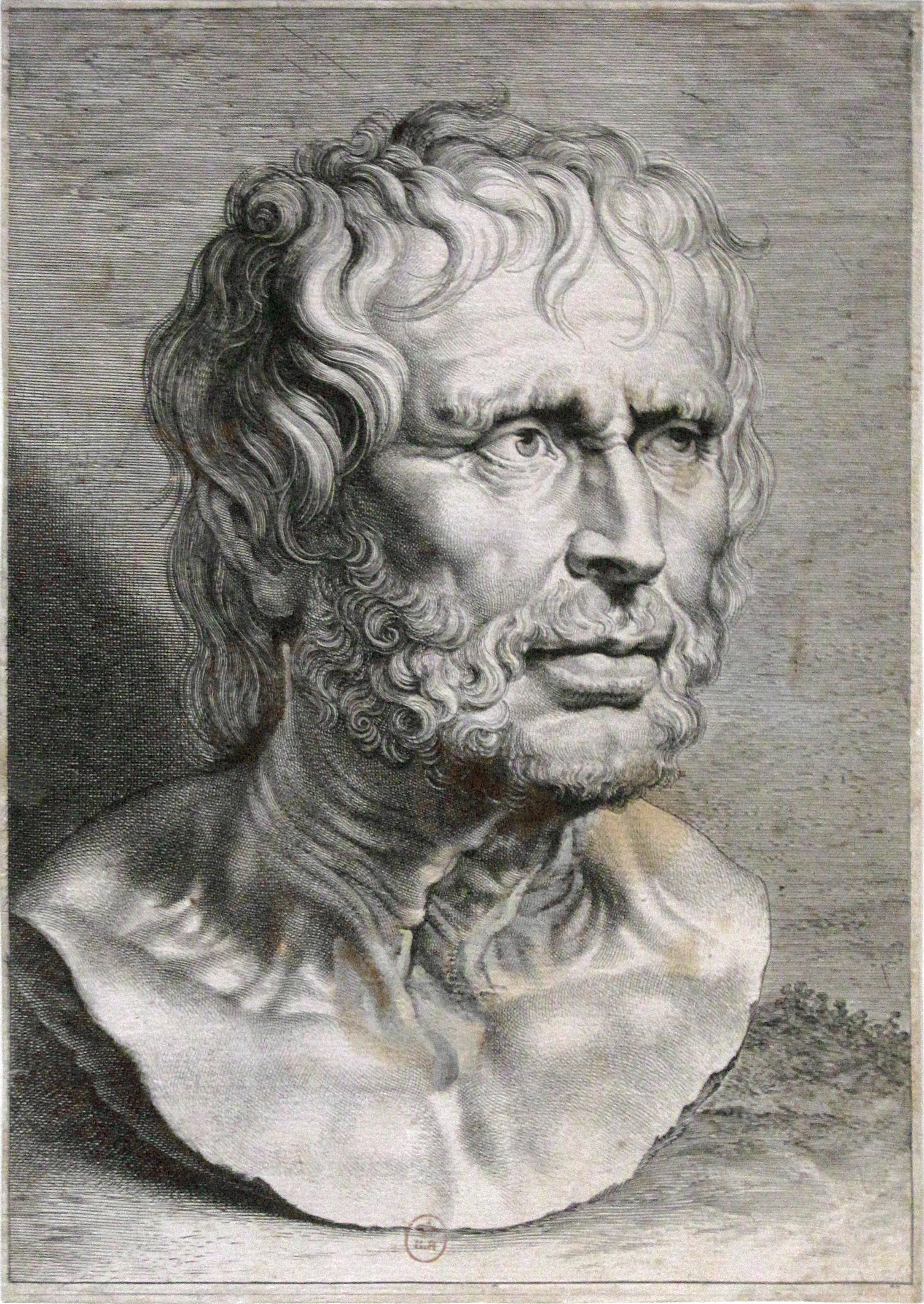
Grabado de Lucas Vorsterman, a partir de una obra de Rubens.
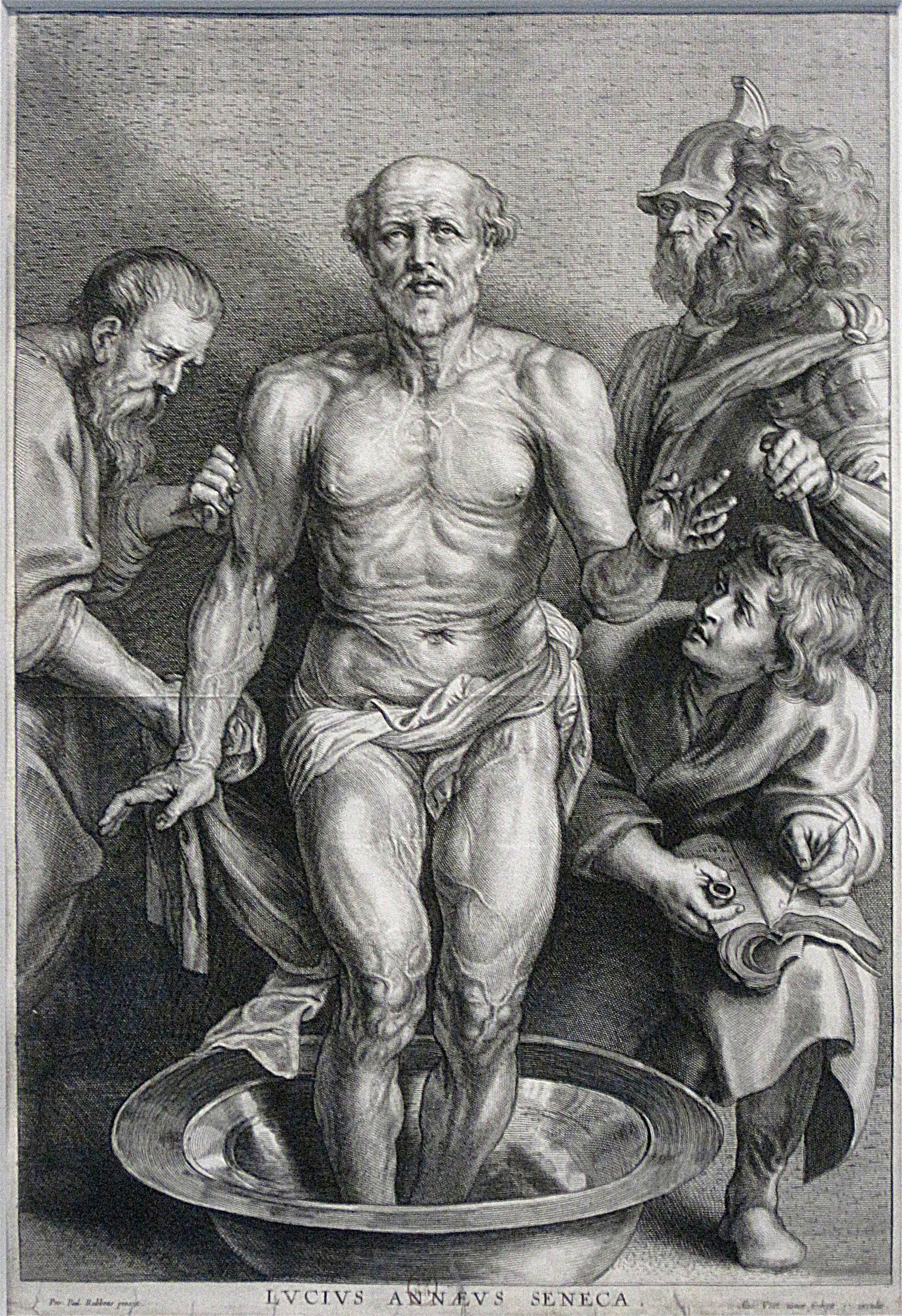
Grabado de Alexander Voet (II),[8] a partir de una obra de Rubens.
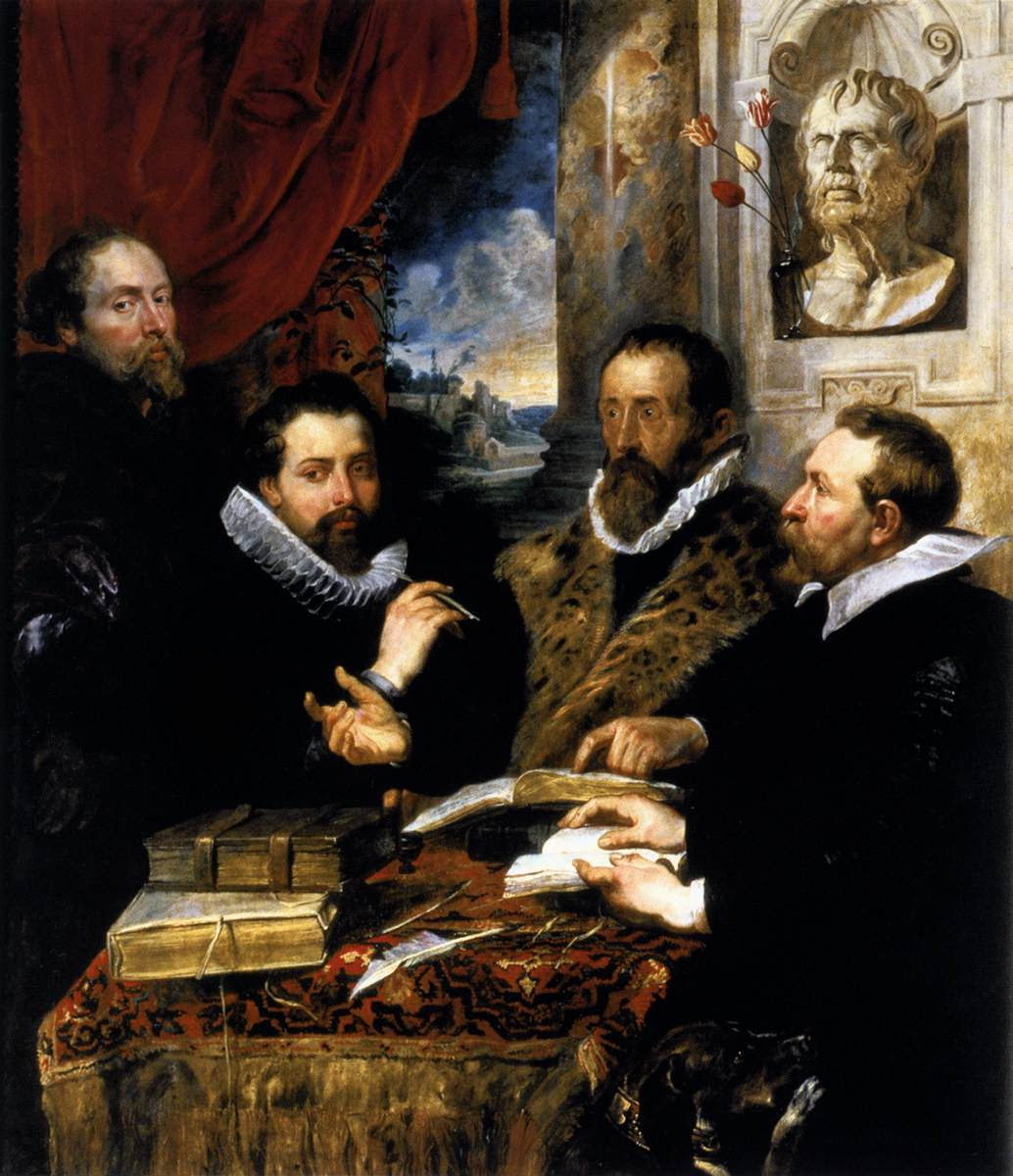
Los cuatro filósofos, de Rubens (1611), donde incluye el busto de Séneca.

El tema fue revisitado por maestros posteriores, como Claude Vignon (1635), Carlo Maratti, Luca Giordano, que realizó varias versiones, y Jacques Louis David (que también pintó otro cuadro de tema muy similar: La muerte de Sócrates, 1787; volviendo a representar una escena de muerte sangrienta en una bañera en La muerte de Marat, 1793).

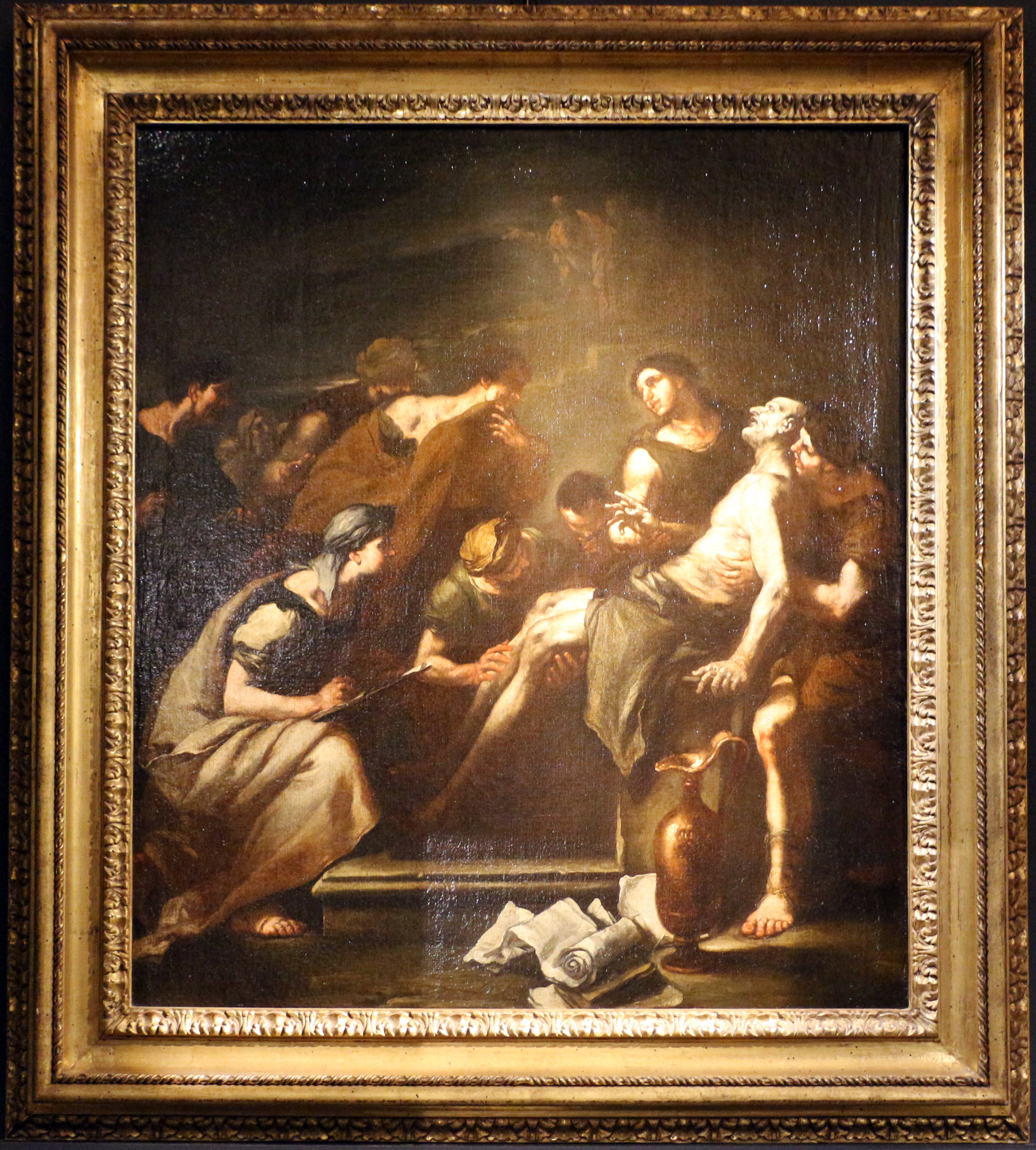
Luca Giordano, ca. 1650, colección particular, Florencia.
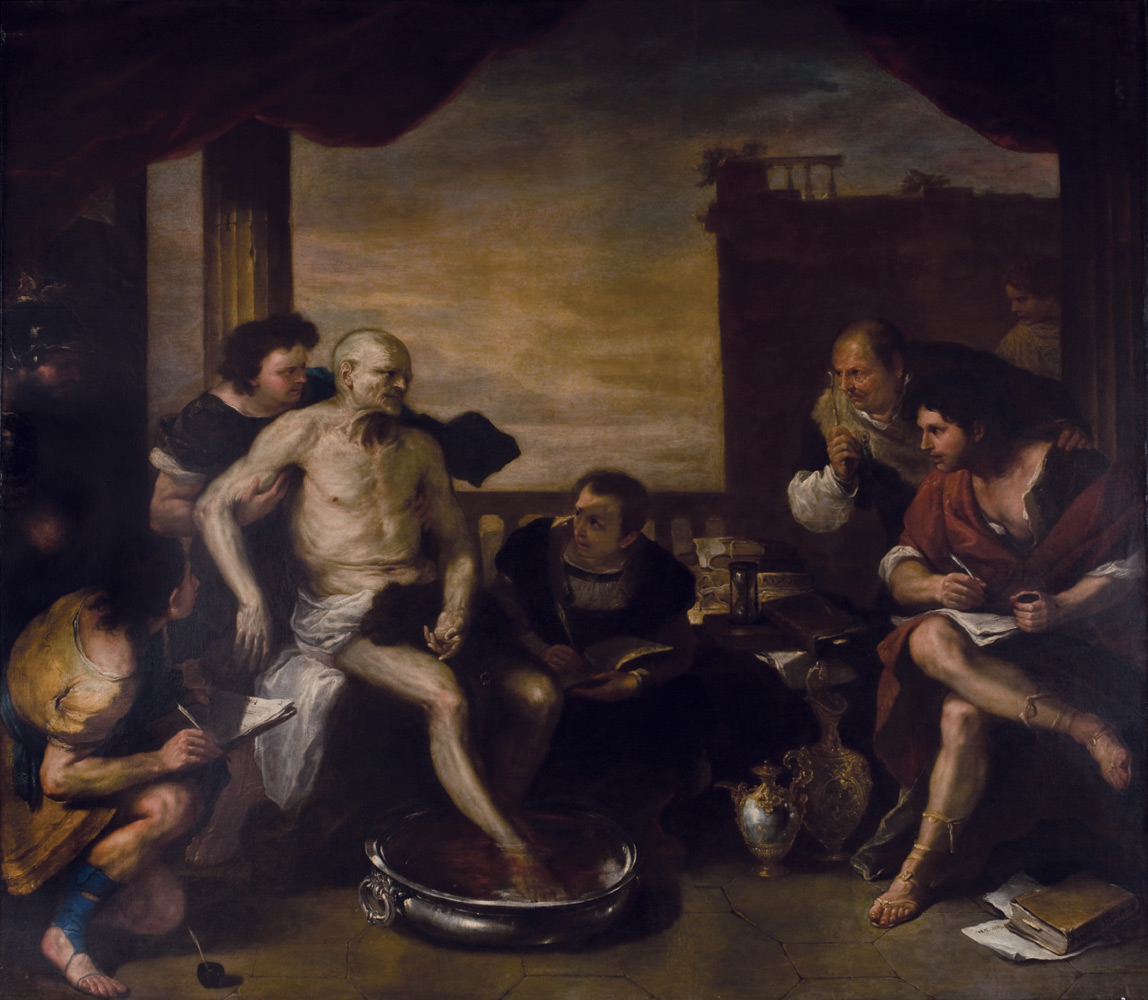
Luca Giordano, ca. 1660, Museo de Arte de Ponce, Puerto Rico.
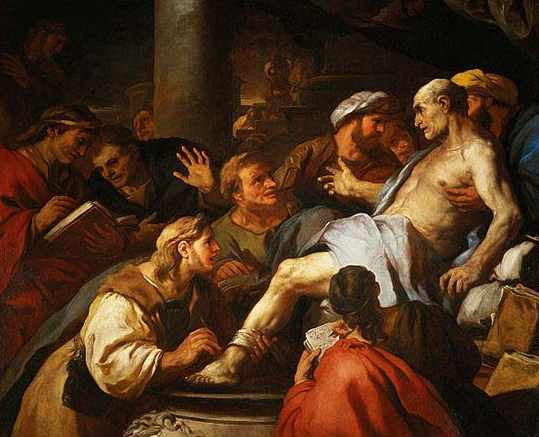
Luca Giordano, Louvre, ca. 1684-1685. Probablemente es pendant de una Muerte de Catón conservado en el Museo de Bellas Artes de Chambéry.
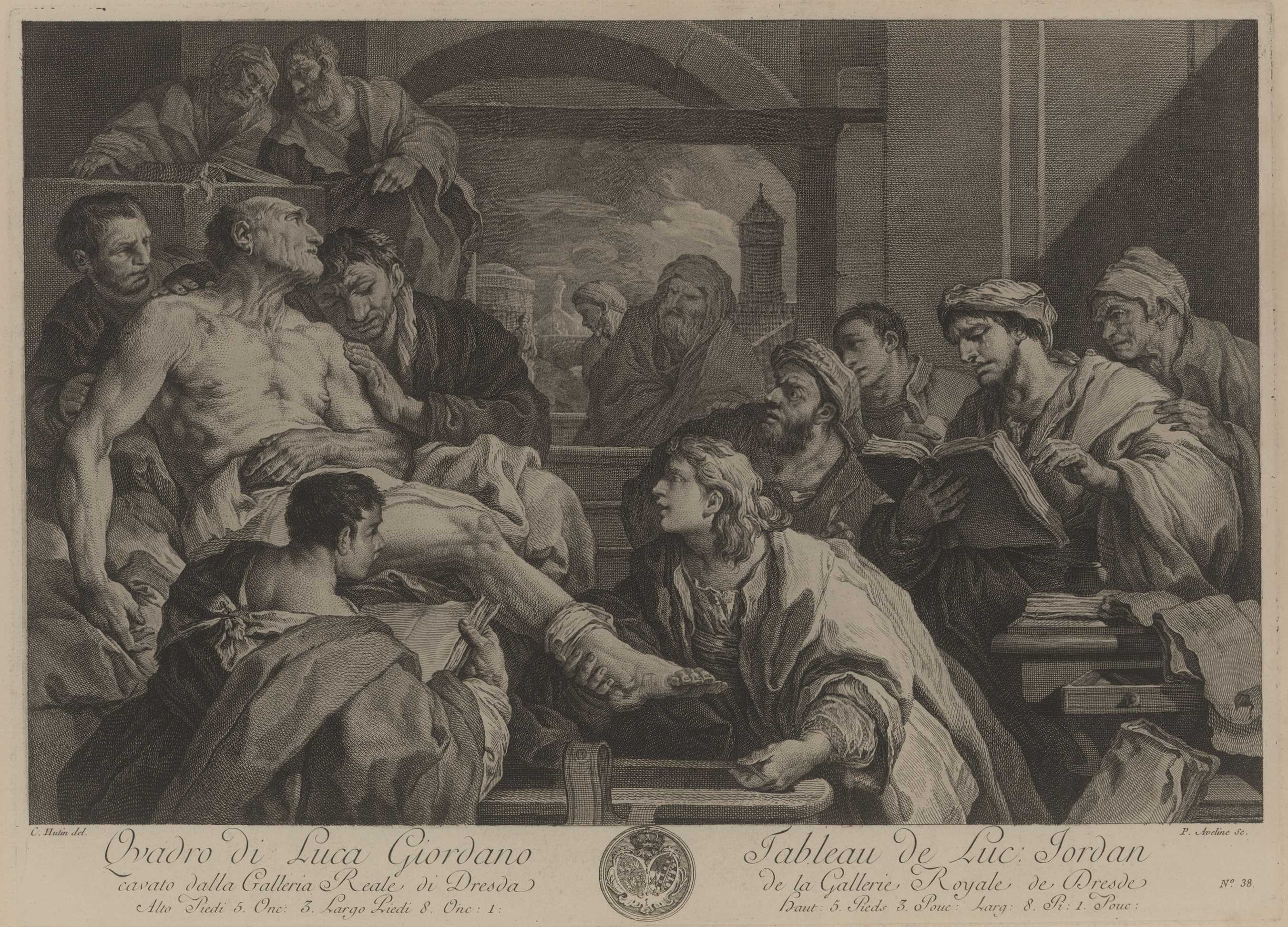
Grabado, a partir de un cuadro de Luca Giordano.
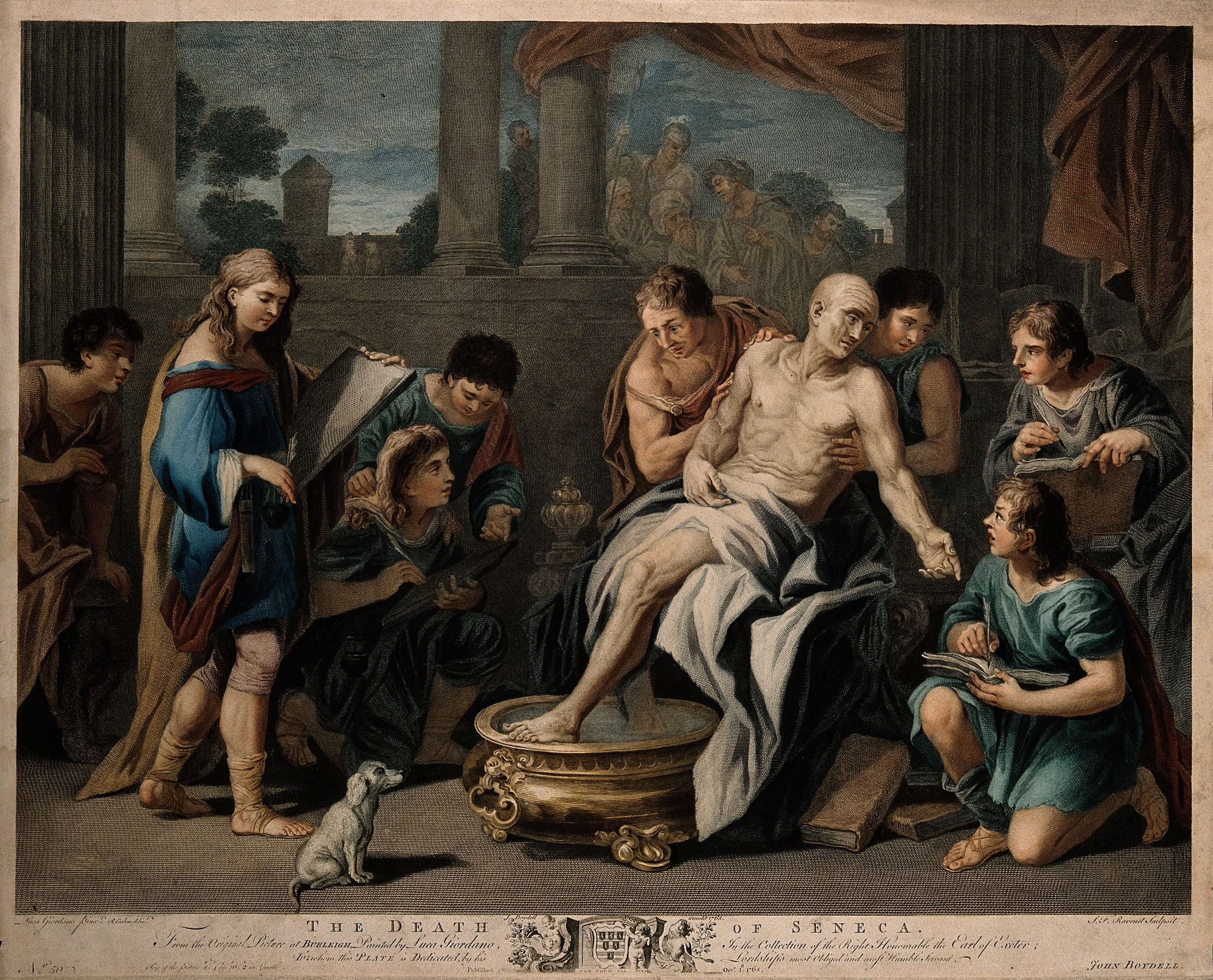
Grabado coloreado, por B. Ravenet y R. Earlom, a partir de un cuadro de Luca Giordano.

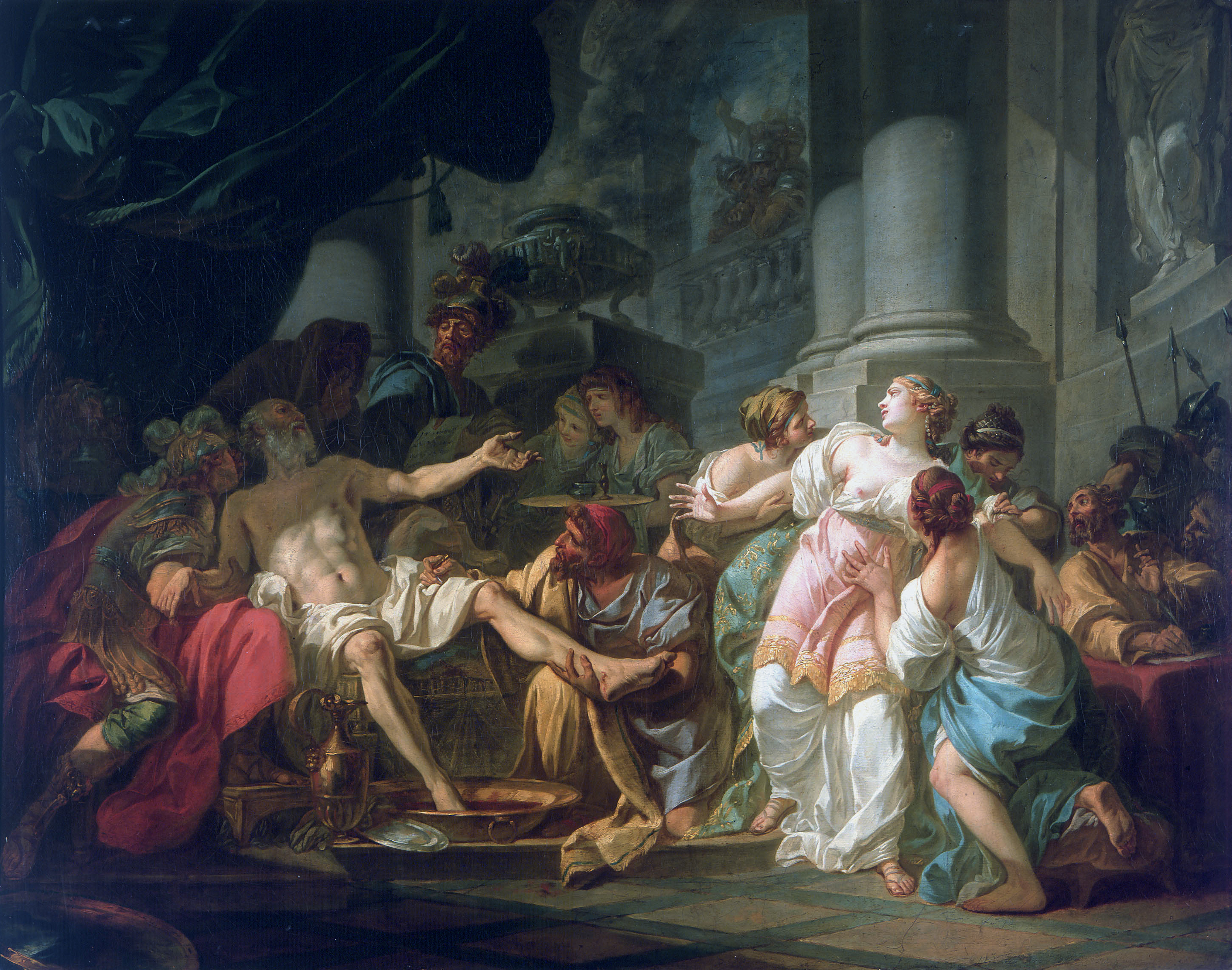
La muerte de Séneca, Jacques Louis David, 1773, Petit Palais, París.

Con las convenciones propias de la pintura de historia española del siglo XIX, Manuel Domínguez Sánchez realizó su propia versión del tema con el título Séneca, después de abrirse las venas, se mete en un baño y sus amigos, poseídos de dolor, juran odio a Nerón que decretó la muerte de su maestro, obra que presentó a la Exposición Nacional de Bellas Artes de 1871, obteniendo una primera medalla. En el mismo certamen obtuvo también una primera medalla la Muerte de Lucrecia de Eduardo Rosales, lo que testimonia la atracción por determinados temas de la Antigüedad clásica en la época.

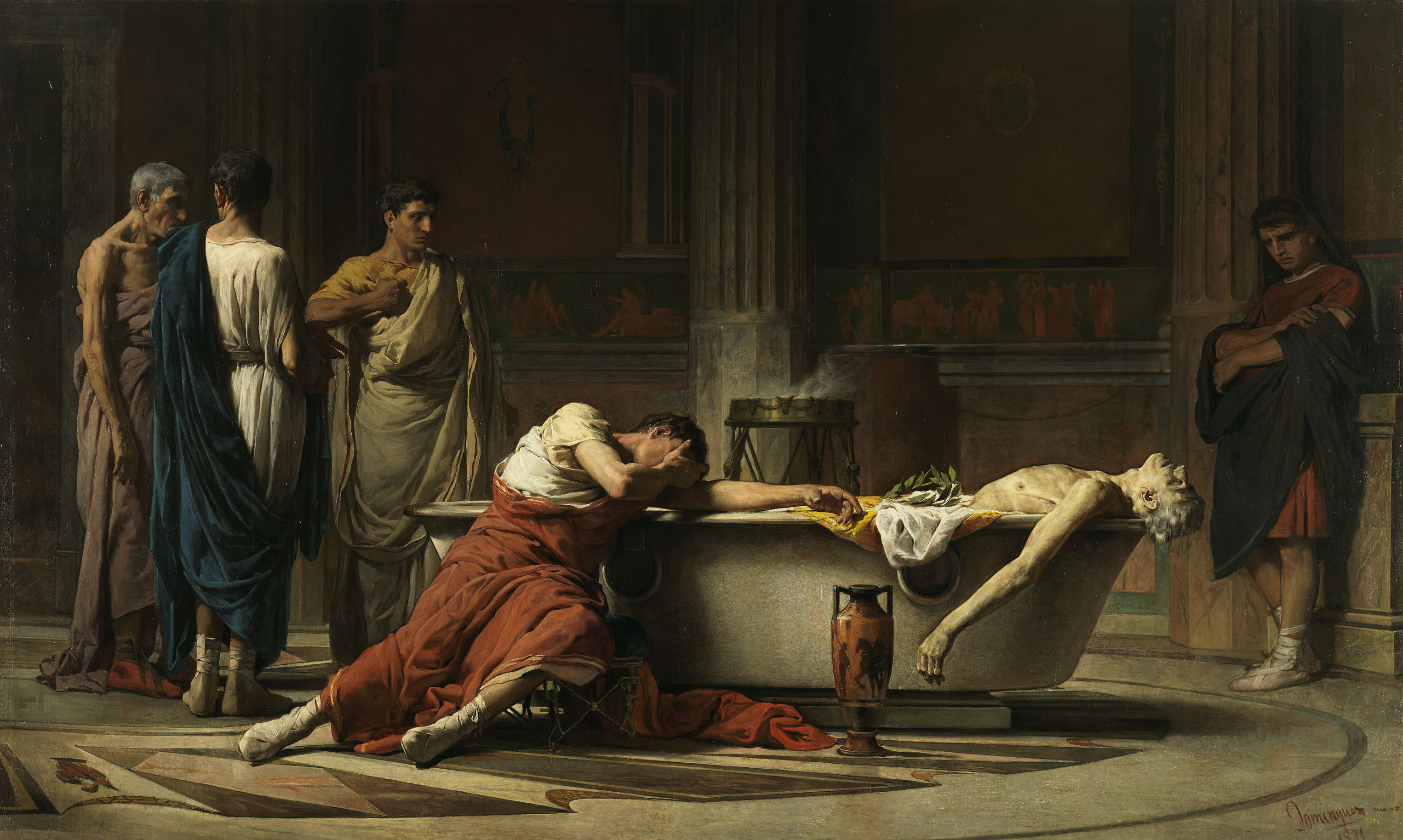
Manuel Domínguez Sánchez, 1871, Prado.

## Pseudo-Séneca
Pseudo-Séneca es la denominación historiográfica de una tipología de bustos, muy populares en la escultura romana de época altoimperial. Durante el Renacimiento fueron tomados erróneamente por retratos de Séneca (Fulvio Orsini, Imagines et Elogia Virorum Illustrium et Eruditor ex Antiquis Lapidibus et Nomismatib[us], Roma, 1570 y Amberes, 1598). Para el siglo XVII se habían descubierto unos doce ejemplares; y muchos más desde entonces.
En 1813 se descubrió una doble herma de Séneca con Sócrates que se conserva actualmente en los Staatliche Museen de Berlín (Antikensammlung), identificada por una inscripción, y cuyos rasgos son muy diferentes. Descartada desde entonces la identificación de la tipología Pseudo-Séneca con el Séneca real, se da por seguro que este grupo de bustos son copias romanas de un original griego de época helenística. En cuanto a la identidad del retratado se han propuesto las de distintos literatos y filósofos de la Antigüedad griega, siendo la más aceptada la identificación con Hesiodo; mientras que en cuanto al estilo se ha visto similitud con el de los escultores del entorno intelectual del director de la biblioteca de Pérgamo, Crates de Malos, como los que realizaron el friso del Altar de Pérgamo (siglo II a. C.)
La utilización de recursos como el pelo alborotado, la boca entreabierta y la dirección de la mirada son características del retrato helenístico que pueden compararse con la iconografía de Alejandro.

### ElPseudo-Sénecade Nápoles
Un busto, bronce romano del siglo I, fue descubierto en la Villa de los Papiros de Herculano en 1754. Actualmente se exhibe en el Museo Arqueológico Nacional de Nápoles. Winckelmann ya dudaba de su identificación con Séneca en una fecha tan temprana como 1764.

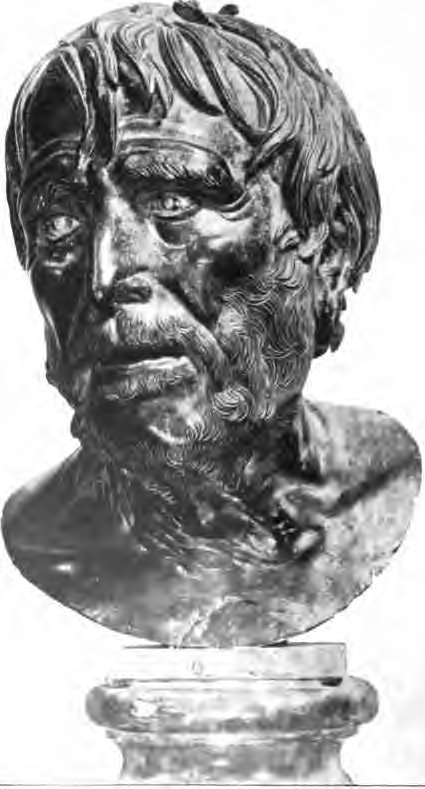

### ElSeneca morentede Florencia
En la Galeria degli Uffizi de Florencia se exhibe un busto, mármol romano del siglo I, que también se tomó por retrato de Séneca, y que se denominó Seneca morente ("Séneca moribundo") por su gesto patético.

### ElPseudo-Sénecade Roma
En el Museo Nacional de las Termas de Roma se exhibe un busto, mármol romano del siglo II, que conserva trazas de una corona de laurel, lo que se interpreta como símbolo iconográfico de que el representado era un poeta.

### ElPseudo-Sénecade París
En el Museo del Louvre de París se conserva un busto, mármol romano del siglo II, descubierto en 1846 en el lecho de un río en Auch.

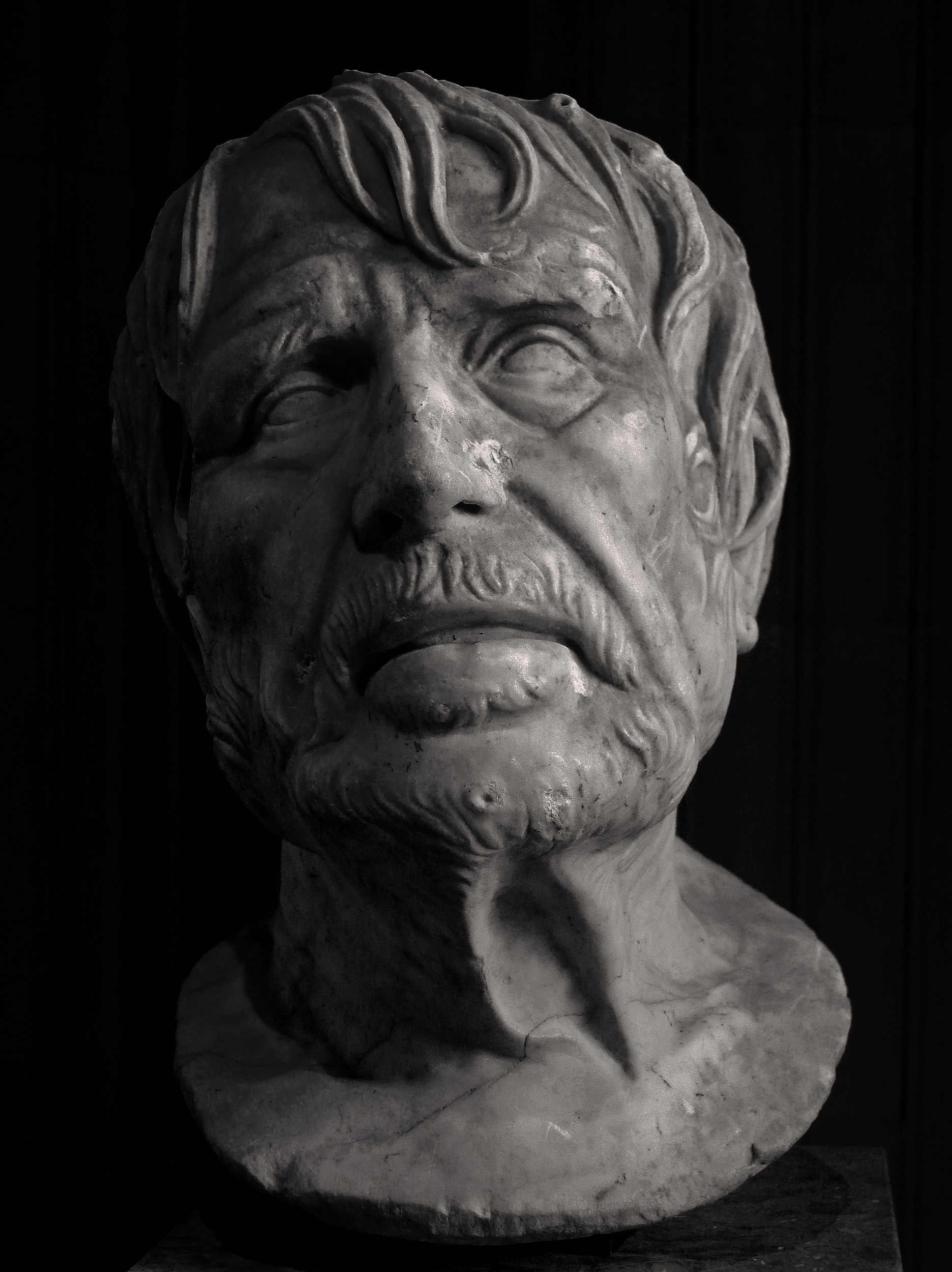